# 1969年アスワン国際空港Il-18墜落事故
1969年アスワン国際空港Il-18墜落事故（1969ねんアスワンこくさいくうこうIl-18ついらくじこ）は、1969年3月20日に発生した航空事故である。キング・アブドゥルアズィーズ国際空港からアスワン国際空港へ向かっていたアラブ連合航空のイリューシン Il-18Dがアスワン国際空港に墜落し、乗員乗客105人中100人が死亡した。

## 事故機
事故機のイリューシン Il-18D（SU-APC）は製造番号188011301として製造され、1969年に初飛行した。総飛行時間は128時間であった。

## 事故の経緯
事故機はサウジアラビアのジッダからエジプトのアスワンへ向かう国際線の非定期旅客便であり、巡礼に抽選で当選したイスラム教徒が搭乗していた。同機がアスワン国際空港への着陸を試みた頃は早朝で暗く、砂が吹き付けていたため視界が2～3kmまで狭くなっていた。事故機は2度着陸に失敗した後3度目の着陸を試みたが、機体が右にバンクしてアスワン国際空港の滑走路の左側に衝突した。右主翼が引き裂かれ、燃料が流出して同機は炎上した。

## 事故原因
パイロットが滑走路灯をはっきりと確認せずに最低安全高度以下まで降下したことが事故原因とされた。また、パイロットが適切な休憩を取らずに長時間乗務していたこともその一因であると考えられている。